# From Brazil with Love
From Brazil with Love è un singolo del gruppo musicale eurodance svedese Alcazar, pubblicato il 24 luglio 2009 dall'etichetta discografica Universal.
La canzone è stata estratta come singolo dal terzo album di inediti del gruppo, Disco Defenders. Il singolo conteneva, come b-side, la canzone We Keep on Rockin', già pubblicata come singolo con successo nel 2008.

## Tracce
1. From Brazil with Love (Album Version) - 3:44
2. We Keep On Rockin' - 3:53
3. We Keep On Rockin' (Funky Bass Extended Remix) - 6:36